# La leyenda del unicornio
La leyenda del unicornio és una pel·lícula espanyola dirigida i escrita per Maite Ruiz de Austri. La idea original prové dels creatius de Jana Producciones qui, actualment, l'han recuperat per a crear el musical infantil, de gira per tot Espanya després de residir diversos mesos en teatres madrilenys com el Fígaro o el Alcázar Cofidís. Va estar nominada al Goya a la millor pel·lícula d'animació.

## Sinopsi
Un petit unicorn escapa de la seva casa en el fons de la mar a la recerca de nous amics en el món de la superfície. Prop d'allí, en un tranquil poblet de pescadors, és tan gran la necessitat, que tots els adults han de fer-se a la mar. Els nens del poble es queden solos i quan es disposen a jugar i a passar el dia tranquil·lament, són assaltats per monstres que viuen en un bosc pròxim.Enmig de la terrible confusió apareix un mag. El seu missatge és preocupant: el temible unicorn ha enfonsat el vaixell dels seus pares. Està furiós perquè la seva Cria ha desaparegut i creu que els culpables han estat els pescadors. Les seves pròximes víctimes seran els nens. També informa que només una ofrena de la més pura innocència serà capaç d'amansir a la fera i assenyala a Marina, una de les nenes del poble.